# Pygeretmus platyurus
Pygeretmus platyurus és una espècie de mamífer rosegador de la família dels dipòdids. Viu al Kazakhstan i el Turkmenistan. S'alimenta principalment de les parts verdes de plantes halòfiles, tot i que de molt tant en tant es menja llavors i les parts subterrànies de les plantes. Els seus hàbitats naturals són els deserts i les estepes sorrenques. Es creu que no hi ha cap amenaça significativa per a la supervivència d'aquesta espècie, però la població de la conca del Balkhaix podria trobar-se en perill crític per la destrucció del seu entorn.